# Paul Dupin
Pour les articles homonymes, voir Dupin.
Paul Dupin est un compositeur français né le 14 août 1865 à Roubaix et décédé à Paris (16e arrondissement) le 6 mars 1949.

## Biographie
Il est le fils d'un musicien de la ville d'Ypres (Belgique) mais il n'a pas voulu poursuivre l'étude de l'harmonie commencée avec Auguste Durand. Il écrit seul, d'instinct, des ouvrages qui n'en sont pas moins intéressants.
Après avoir fait des études à l'école des Arts et Métiers en Belgique, il entre dans une compagnie de chemin de fer.
Tout en continuant à apprendre seul la composition, il attire l'attention, à l'âge de 22 ans, de quelques critiques sur ses écrits musicaux. C'est ainsi que Romain Rolland, notamment, lui consacre un article élogieux dans la revue de la Société Internationale de Musique (SIM) du 15 décembre 1908. Durand l'édite et il trouve, également, en Charles Koechlin un défenseur de son œuvre lui écrivant, même, un émouvant adieu dans le Guide du Concert du 25 mars 1949.
Malheureusement, il s'enfonce dans la solitude et, infirme, termine son existence dans la misère.

## Ses œuvres
- Plusieurs pièces pour piano dont une suite d'après Jean-Christophe de Romain Rolland
- Sonate et trio
- Mélodies : Clair de Lune, Pauvre fou qui songe, Légende du pauvre homme, Au Crépuscule, etc.
- un oratorio inachevé : Les Suppliantes d'Eschyle,
- 370 Canons à trois, quatre, cinq et jusqu'à 12 voix,
- un drame lyrique : Marcelle,
- Hymne des Alliés à la gloire de la Belgique,
- Le Beau Jardin : 4 petites pièces pour piano à quatre mains.

## Sources
- Jules Combarieu et René Dumesnil, Histoire de la musique, tome IV, Armand Colin.
- Marc Honegger, Dictionnaire de la musique, Bordas.